# Інман-Міллс (Південна Кароліна)
Інман-Міллс (англ. Inman Mills) — переписна місцевість (CDP) в США, в окрузі Спартанберг штату Південна Кароліна. Населення — 1233 особи (2020).

## Географія
Інман-Міллс розташований за координатами 35°2′28″ пн. ш. 82°6′8″ зх. д. / 35.04111° пн. ш. 82.10222° зх. д. (35.041016, -82.102175).  За даними Бюро перепису населення США в 2010 році переписна місцевість мала площу 2,95 км², уся площа — суходіл.

## Демографія
Згідно з переписом 2010 року, у переписній місцевості мешкало 1050 осіб у 349 домогосподарствах у складі 212 родин. Густота населення становила 356 осіб/км².  Було 404 помешкання (137/км²).
Расовий склад населення:
| - 88,9 % — білих - 7,7 % — чорних або афроамериканців - 1,3 % — азіатів - 0,3 % — корінних американців |

До двох чи більше рас належало 1,1 %. Частка іспаномовних становила 1,8 % від усіх жителів.
За віковим діапазоном населення розподілялося таким чином: 17,5 % — особи молодші 18 років, 47,7 % — особи у віці 18—64 років, 34,8 % — особи у віці 65 років та старші. Медіана віку мешканця становила 52,1 року. На 100 осіб жіночої статі у переписній місцевості припадало 65,1 чоловіків;  на 100 жінок у віці від 18 років та старших — 59,8 чоловіків також старших 18 років.
Середній дохід на одне домашнє господарство  становив 32 987 доларів США (медіана — 28 712), а середній дохід на одну сім'ю — 36 111 долар (медіана — 35 119). За межею бідності перебувало 30,8 % осіб, у тому числі 44,3 % дітей у віці до 18 років та 22,0 % осіб у віці 65 років та старших.
Цивільне працевлаштоване населення становило 431 особа. Основні галузі зайнятості: виробництво — 25,5 %, мистецтво, розваги та відпочинок — 23,2 %, роздрібна торгівля — 11,8 %, освіта, охорона здоров'я та соціальна допомога — 10,0 %.